# Martyna Łazowska
Martyna Łazowska (ur. 10 kwietnia 2002 w Łodzi) – polska siatkarka, reprezentantka kraju, grająca na pozycji rozgrywającej.
W 2020 roku na Mistrzostwach Europy juniorek zajęła 5. miejsce. Na Mistrzostwach Świata juniorek wraz z reprezentacją Polski była 6 drużyną turnieju.
W 2020 roku zadebiutowała w seniorskiej kadrze reprezentacji Polski.

## Sukcesy klubowe

### młodzieżowe
Mistrzostwa Polski młodziczek:
- 2016

Mistrzostwa Polski kadetek:
- 2018

Mistrzostwa Województwa Łódzkiego juniorek:
- 2020[6]

### seniorskie
Tauron Liga:
- 2023[7]